# Круглое (озеро, Приморский край)
Озеро Круглое — пресноводное озеро на юге Тернейского района Приморского края. Визуально имеет округлые очертания, хотя идеальный круг не представляет.
Длина — около 0,6 км, максимальная ширина 0,5 км. Впадает два ручья, наибольший ок. 3 км длиной, связано протокой с морем.
Озеро имеет лагунное происхождение. Намытая волнами песчано-галечниковая коса отгораживает от моря приустьевую часть ручья, где и образовано озеро. Берега озера Круглое поросли широколиственным лесом (преимущественно дуб), в устьях ручьёв заболоченные травянистые участки, на косе произрастает трава и кустарники. Вдоль западного и северного берегов озера проходит грунтовая дорога, связывающая посёлки Рудная Пристань и Терней. Зимой озеро покрывается льдом. Летом хорошо прогревается. Благодаря близости к автодороге, летом на песчаной косе останавливается большое количество отдыхающих с палатками.